# 工作能力
胜任力（英語：Competence），也称工作能力，是指某个个人能够恰如其分地完成某项工作的能力。每种胜任力涉及一组特定的行为，并提供一套结构化的指导，可以用于识别、评估和发展员工在工作中的正确行为。
“胜任力”这个词第一次正式出现是在1959年的一篇文章中，作者White将其定义为一个与绩效激励相关的概念。1970年，Lundberg又在他的文章“Planning the Executive Development Program”中定义了这个概念。1973年，McClelland博士在题为“Testing for Competence Rather Than for Intelligence”的研讨会文章中再次提到“胜任力”的概念，引起了广泛的关注。随后，McBer & Company公司（现在已改名为Hay Group）当时的合伙人Richard Boyatzis和T.F. Gilbert等人将胜任力的概念与绩效提升关联起来使用，从而使胜任力的概念真正流行起来。不过，在被广泛应用的过程中，对胜任力概念的误解也时有发生。

## 概述
部分学者将“胜任力”视为实践、理论知识、认知技能、行为与价值观的组合，其对绩效产生直接的影响。或者简单地说，可以将“胜任力”定义为“有能力承担某个特定角色职责的状态”。例如，管理胜任力可能会包含系统思考、情商、影响与说服的技能等方面。
胜任力常被认为与环境和上下文有关。在紧急情况下，胜任的人倾向于继续沿用之前曾获得过成功的行为。因此为了成为胜任者，个体需要有效地解读当前情势，并预先准备好一系列相应的行动措施。胜任力也会随着经验的增长及个人的学习而增长。
胜任力有多重不同的含义，可能是管理发展领域歧义最多的词汇之一。众多组织学及岗位学文献都涉及到这个概念。
胜任力也是人们在工作中取得成功所必须的。不能简单地将职位胜任力与职位任务混为一谈。胜任力包含了工作中涉及的各种相关知识、技能、能力及态度。这些特定于工作上下文的属性与员工的工作绩效强烈相关，可以用作度量工作绩效的标准，同样可以用作招聘和发展员工的标准。
有可能一组胜任力和胜任力模型适用于组织中的所有员工，也可能为不同职位制订不同的胜任力模型。准确地识别出员工胜任力有助于提升组织绩效。如果胜任力模型与组织的人力资源系统紧密关联且互相助力，那么胜任力模型将会发挥最大的效用。
核心胜任力将一个组织与其竞争对手区别开，使其在市场上获得独特的竞争优势。组织的核心胜任力（或称“核心竞争力”）是组织的战略性优势。
胜任力模型使组织能够从行为的角度定义：为了达成组织需要的结果，组织需要什么样的人才。通过定义组织需要的胜任力，员工可以知道自己如何才能成为组织需要的高效员工。如果定义得当，组织可以根据胜任力来评估员工表现出哪些被期望的行为、在哪些方面有所欠缺。当员工知道自己欠缺哪些胜任力，他们就可以着手去学习。这时组织也可以知道，需要给员工提供哪些资源来支持他们学习和发展这些胜任力。胜任力可以成为一个组织与竞争者之间的差异化因素。即使财务结果相似的组织，但它们各自有不同的胜任力模型与其战略和组织文化相匹配，因此达成财务结果的方式也会不同。最后，胜任力可以提供一个结构化的模型，使组织内的各种管理实践得以整合。胜任力模型可以将招聘、绩效管理、员工培训与发展、以及奖励等实践与组织的价值观协调一致，从而使这些实践不断强化组织的价值观。

## Dreyfus和Dreyfus谈胜任力发展
Dreyfus和Dreyfus为胜任力发展引入了一套命名法，用以描述胜任力的各个不同级别。在另一篇文章“From Socrates to Expert Systems: The Limits and Dangers of Calculative Rationality”中，他们解释了需要引入这样一套语言来描述不同级别胜任力的原因。他们提出的五个级别分别是：
1. 新手（Novice）：基于规则的行为，非常受限于已知规则，缺乏灵活性
2. 有经验的新手（Experienced Beginner）：能够根据当前状况对行为做一定调整
3. 实践者（Practitioner）：有意识地根据长期目标和计划采取行动
4. 有知识的实践者（Knowledgeable Practitioner）：能全面评估当前状况，并根据自己的判断采取行动
5. 专家（Expert）：能凭直觉掌握当前状况，并始终聚焦于问题的核心

胜任力的发展需要终身不停的实践与反思。由于胜任力与职业和工作紧密相关，因此在管理学概念中，终身的胜任力发展也与个人发展紧密相关。胜任力的发展需要一种特别的环境设置：对于新手，有明确的规则来指导和限制他们的行为；而对于已经具备更高级别胜任力的员工，则允许他们在有必要时系统地打破规则。人们也常用别的一些词汇来描述这样的环境，例如“学习型组织”、“知识创造”、“自组织”、“赋权”等等。
在一个特定的组织或专业社区中，专业胜任力（professional competency）经常会受到重视。通常在职位面试时，面试者会被要求展现这些胜任力。然而现下有另一种观点：除了专业胜任力之外，岗位胜任力中还包含一些通用的胜任力，它们对员工能否胜任一个职位、能否获得晋升同样有重要的影响。对于任何组织和社区，都会有一组主要的任务，人们必须不断实践才能保持胜任力。例如对于大学中的学生而言，他们的主要任务可能包括：
- 掌握理论
- 掌握方法
- 掌握与作业相关的信息

四个通用的胜任力领域是：
1. 意义胜任力：胜任者必须能识别组织或社区的目标，并根据组织或社区的价值目标决定自己的行动方向。
2. 关系胜任力：胜任者必须能与主要任务相关的各方建立并维持关系。
3. 学习胜任力：胜任者必须能主动寻找或创造尝试多种不同解决方案的可能性，从而找到适当的方案来完成主要任务，并从尝试和完成任务的经验中反思学习。
4. 变革胜任力：胜任者必须能以新的方式采取行动，从而更加有效地达成组织或社区的目标。

## 麦克利兰与岗位胜任力
岗位胜任力（Occupational Competency）最初是由大卫·麦克利兰于1960年提出的。麦克利兰认为，用知识、技能和态度来描述胜任力的传统方式应该被摈弃，取而代之的应该是关注对于特定职业或角色取得突出绩效有显著影响的自我认知、价值观、特质、性格特征（例如“吃苦耐劳”）等具体属性。对于不同角色，需要的胜任力属性也不一样；只有很少的胜任力属性对各种职业或角色的成功都有帮助。因此，对于一种职业而言的胜任力，也许并不能使员工在另一个角色上取得突出绩效。
尽管如此，正如从Raven和Stephenson所选的文章可见，在家庭、学校、工作场所等不同场合，对于高阶胜任力的了解、发展和评估，人们取得了进展。

## 胜任力模型的用途
胜任力模型可以帮助组织将其各种举措与整体业务战略相对齐。将胜任力与业务战略对齐，组织就能更好地招聘和挑选员工。有了明确的胜任力模型，组织就可以准确地区分绩效突出、一般与较差的员工，因为胜任力比性格、技能等因素更适于定义和评估工作绩效。除了招聘与甄选之外，一个良好的胜任力模型还能在绩效管理、岗位继任、以及职业发展等方面发挥作用。
甄选
胜任力模型可以用于行为面试和测试，根据受试者在关键胜任力上的表现来进行筛选。在甄选阶段，有一个良好的胜任力模型可以：
- 使招聘者能够完整地描述职位需求
- 增加甄选与面试的准确性，通过甄选流程的人更可能在此职位上取得成功
- 尽量降低在不符合组织期望的人身上的投资（包括时间与钱）
- 使面试与甄选流程更系统、更有的放矢
- 将可以在招聘之后培训的胜任力与难于事后发展的胜任力区分开

培训与发展
根据职位需要的胜任力，识别出一个或一组员工所拥有的胜任力存在的差距，并为之开发单独的学习计划。一个良好的胜任力模型可以：
- 使培训与发展计划聚焦于缺失的胜任力或提升效能亟需的胜任力
- 使员工聚焦提升对职业效能影响最大的技能、知识和性格要素
- 确保培训与发展的机会与组织需求对齐
- 尽可能高效地使用培训与发展的时间及资源
- 为持续进行的指导及反馈（不论是针对高绩效员工的职业发展还是针对低绩效员工的补救）提供目标和框架

绩效管理
将日常的行为和绩效度量与关键职位胜任力要素连接起来。一个良好的胜任力模型可以：
- 使组织和员工都清楚，哪些行为会被监控、被度量、被奖励
- 在绩效考核与员工发展中，引导和聚焦绩效评价相关的讨论
- 在了解员工在工作中的行为时，提供一个聚焦点
- 引导有效的目标设置，确定期望的绩效结果，并识别需要的员工发展计划

职业发展
胜任力模型可以帮助员工识别晋升和长期职业成长过程中的各个步骤。一个良好的胜任力模型可以：
- 澄清各个职位或角色所需的技能、知识和性格要素
- 帮助员工识别晋升到下一职位所需的各种技能熟练程度
- 在职业道路中各个阶段，帮助员工识别实在的、可达成的度量标准
- 将主观臆测排除出职业晋升的讨论

继任计划
能够细心地、系统地关注各种胜任力的获得与成长，对于组织的延续和繁荣至关重要。一个良好的胜任力模型可以
- 评估候选人是否准备好承担某个角色
- 使培训和员工发展计划聚焦于组织欠缺或不足的胜任力
- 识别高潜力员工、以及这些员工继续提升所需的支持
- 提供一个框架，用于规划职位继任时关键知识、技能和经验的传递，并通过培训和指导帮助候选人做好继任准备
- 为领导力发展规划——管理者继任计划的必要组成部分——的课程设计提供输入

## 胜任力的各种类型
胜任力可以分为以下几种类型：
- 组织胜任力：组织的使命、愿景、价值、文化和核心胜任力，它们设置了组织的基调与上下文，决定组织做事的风格（是客户驱动，还是积极承担风险，还是技术领先）。
- 核心胜任力：组织特有的能力或技术专长。核心胜任力（例如使组织在市场上获得竞争优势的技术、方法、战略或流程）将组织与其竞争对手区分开来。组织的核心胜任力是组织的战略优势。
- 技术胜任力：取决于不同的职位，在做出雇佣决定时需要小心权衡技术与绩效技能。如果组织倾向于纯粹基于技术能力来招聘或提升员工，而不顾其他方面的胜任力，这样的组织很有可能遇到绩效相关的问题（例如，过于重视软件设计能力而忽视客户关系管理能力，会使软件企业遭遇交付困难）。
- 行为胜任力：个体绩效胜任力比组织胜任力来得更具体，它们定义了特定上下文中可度量的行为，从而验证个体员工的专业技能水平、以及是否适任某一职位。
- 职能胜任力：特定于职位的胜任力，通常涉及具体的技术或操作（例如“备份数据库”就是一种职能胜任力）[10]
- 管理胜任力：管理胜任力描述了构成个体员工管理潜力的属性与能力。与“领导特质”不同，“管理特质”只要有适当的培训与资源支持就可以习得。

下列则是一些常被提及的具体的胜任力条目：
- 主动性与创造性：主动承担任务并制订计划；提出建设性的建议；提前为可能的问题或机遇做准备；承担额外的责任；及时响应情况的变化；积极寻求新的解决办法；积极评估新技术、新工具。
- 判断力：做出良好的决策；基于事实而非情绪做决定；有技巧地分析问题；运用逻辑得出解决方案。
- 协作/团队合作：与他人和谐地共同完成任务；对指令和规程做出正面响应；与下级、平级、上级都能良好协作；与项目相关的所有人分享关键信息；在横跨多个功能线的项目中高效工作；在工作组中建立合作的基调；将自己的工作与别人的工作相协调；主动寻求别人的观点；重视工作关系；在做决定之前首先组织讨论。
- 工作质量：在紧迫的时间面前仍能保持高标准；一次把工作做对；主动更正自己的错误；始终交付精确、完备、专业的工作。
- 可靠：个人责任感；按时、一致地完成工作；为了完成任务，有必要时不拒绝加班；守时；到达工作场所时做好工作准备；承诺最高标准的工作；信守承诺。
- 支持多样性：尊重不同的人；尊重不同的观点；为来自不同文化背景的员工创造支持的工作环境；贯彻“机会均等”原则；理解个体差异；平等对待他人，不论他们的种族、性别、肤色、宗教信仰、性取向；将与自己不同的人工作视为学习和收获的机会；重视并鼓励独特的技能与才华；主动寻找并考虑不同的观点与想法。
- 工作知识/技术知识：对工作所需的技术、技巧、装备、规程和原料有充分的了解；能运用知识识别显现的和隐藏的问题；能不断发展与技术相关的知识与技能。
- 工作数量：能以适当的速度完成适当数量的工作；不纠结于不必要的细节；能同时管理多个任务；能正确判断任务的轻重缓急；能组织和规划人和任务。
- 沟通：有效地说和写；在不同情景下恰当地表达自己；准确而清晰地表达自己的意见；在沟通中表现出开放与诚实；善于倾听；解释意见背后的原因；征求他人的意见和反馈；提问题，以确保自己正确理解了他人；使用各种恰当的沟通工具；表达意见时注意方式方法。
- 客户服务：倾听客户的疑问并及时响应；解决客户的问题；尊重所有内部及外部客户；以团队方式对待客户；持续跟踪并评估客户满意度；致力于超越客户的期望。
- 解决问题：预见到可能的问题；能看到问题及其解决方案如何影响其他单位；做决定之前先获取信息；客观权衡各种可能性，得到合理的决定；能根据优先级、最后期限和方向的变化及时调整；努力消除不增加价值的流程；愿意采取行动，即便正在承担压力、批评或面临紧迫的期限；敢于承担风险；能识别并准确评估问题的迹象；分析当前规程并寻找可能的改进空间；出现问题时及时通知上级。
- 关注细节：遵循详细的规程，确保文档和数据精确；细致监控仪表、设备或流程；聚焦日常工作细节；组织并维护系统的记录。
- 灵活性：保持心态开放，根据新的信息调整自己的观点；能执行各种不同的任务，并根据需要快速转换关注点；能高效地在任务之间切换；能适应各种不同客户的需要。
- 组织力：能同时管理多个项目；能根据实际情况判断项目紧急性；以目标牵引行动；创建详细的行动计划；高效地组织和规划人员及任务。
- 人员发展：主动寻求持续学习与反馈的机会，提升自己及他人的绩效；建设性地帮助和指导他人的职业发展；表现出积极的态度，并鼓励他人超越自我；发展团队精神。
- 质量控制：建立高质量标准和相关度量机制；能在紧迫的时间压力下保持高标准；一次把工作做对，并仔细检查是否有缺陷；细致测试新的方法；始终将质量卓越放在首位。
- 响应服务请求：及时且周密地响应服务请求；竭尽全力确保客户满意；对客户需求进行优先级排序；事后跟踪评估客户满意度。
- 创新：能挑战常规实践；将现有方法用于新的用途；持续对系统进行改进；尝试用新方法解决问题；主动评估是否可以用新技术解决现有问题。

## 胜任力架构
HRSG公司提出的胜任力架构模型包含以下几级胜任力：
- 核心胜任力
- 职位族胜任力
- 技术/专业胜任力
- 领导力胜任力

详见胜任力架构词条。

## 建立胜任力模型
众多人力资源专家采用竞争性胜任力模型来强化人力资源管理的各个方面——从招聘、绩效管理，到培训与发展，再到继任管理等等。职位胜任力模型是一份完善的、基于行为的职位描述，潜在员工、当前员工、管理者可以根据这份职位描述来度量和管理绩效，并建立相应的发展计划。职位胜任力模型经常用可视的方式来呈现。
一个良好的胜任力框架对于员工与组织的成功都至关重要。如果不能首先定义出什么是“突出的绩效”，组织就无法识别也无法发展绩效突出的员工。为了制订胜任力框架，组织需要首先开发出基于行为的访谈问题，用这组问题访谈绩效最优和最差的员工，然后考察访谈获得的数据（跟踪关键词和描述信息出现的频率，识别出代表高绩效胜任力的关键词）。
一种常见的问题是：在创建胜任力模型时，组织过于聚焦职位描述，而非员工的行为。胜任力模型可以通过以下几个步骤来建立：
1. 搜集关于职位和角色的信息。
2. 访谈与该职位/角色相关的专家，了解当前的关键胜任力，以及他们认为这个角色在未来可能发生何种改变。
3. 识别高绩效员工的行为。
4. 创建、评审并最终颁布胜任力模型。

一旦胜任力模型建立，接下来就需要讨论如何使用胜任力模型来支持招聘、绩效管理、职业发展、继任计划、以及其他各种人力资源业务流程。

## 外包胜任力模型
建立胜任力模型最大的挑战在于需要耗费时间与成本，这正是为何有些组织没有完善的胜任力模型。建立胜任力模型需要对职位、团队、组织、乃至整个行业进行细致的研究，这个过程通常需要对绩效和成功标准进行研究、访谈高绩效员工、设立焦点小组并进行调查研究。
在接受人力资源管理学会的采访时，67%受访者认为：草率的职位描述可能是胜任力不足的根本原因。定义准确的胜任力模型是一个漫长的过程。如果组织不愿花那么长时间建立胜任力模型，也可以寻求专家和顾问的帮助：由后者对组织进行评估，并创建专门针对该组织的胜任力模型。有多种方式外包这一工作：
- 胜任力图书馆：如果组织没有足够的时间或资源来建设自己的胜任力模型，可以购买在线的胜任力图书馆[12][13]，其中列出了统一的、适用于各种组织各种职能的胜任力列表，组织可以从中挑选最重要的胜任力、建立起自己的胜任力模型。
- 专家/顾问：如果找专家来帮助建立胜任力模型，整个过程都可以外包。专家/顾问进入企业内部工作，找到工作受阻的根因，并据此定制行动方案，因此这种方式得到的解决方案是特定于组织的文化与具体挑战的。

## 相关厂商
下列厂商提供基于胜任力的管理服务：
- Argonaut Enterprises, Inc.[14]
- Braavoo[15]
- Comaea - Competency Made Easy[16]
- Cornerstone on Demand[17]
- Engagedly[18]
- Human Resource Systems Group[19]
- IBM Kenexa[20]
- IHRDC[21]
- Impraise[22]
- Saba Software[23]
- SuccessFactors[24]
- Workday[25]
- Workitect[26]

## 相关主题
- 胜任力架构
- 胜任力词典
- 基于胜任力的管理
- 达克效应：不胜任的人倾向于高估自己的技能
- 商业管理相关主题（英语：Outline of business management）
- 个人发展
- 绩效评估
- 绩效改进
- 彼得原理：胜任的员工会被提拔到不胜任的位置上
- 职业发展
- 海鸥式管理者：一种管理风格